# Hästevads stenar

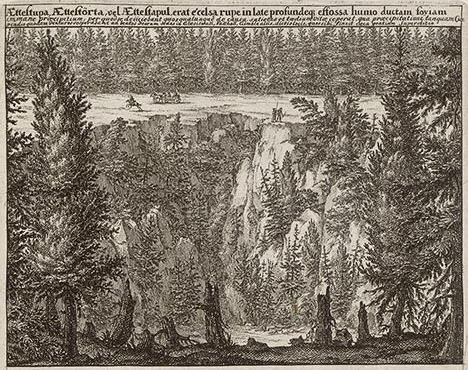
Der Todesfelsen über den Hästevads stenar

Die Hästevads stenar (deutsch „Steine von Hästevad“) sind ein Domarring am östlichen Ortsrand von Vargön in der Gemeinde Vänersborg in Västergötland in Schweden. Der nördlich der Bahnlinie befindliche Steinkreis ist der Rest des Gräberfeldes von Hästevad, das im 19. Jahrhundert beim Eisenbahnbau zerstört wurde. Die Hästevads stenar stehen unterhalb der Hallebergs fornborg, der größten vorzeitlichen Burg Skandinaviens und ihrem eindrucksvollen Todesfelsen (Ättestupan). Der Ort wurde bereits in den 1660er Jahren durch Erik Dahlbergs „Suecia antiqua et hodierna“ und 1746 durch Carl von Linnés Ausspruch „Ättestöttan är en Valhall“ („Der Todesfelsen ist eine Walhalla“) bekannt. 
Bei der vorherigen archäologischen Untersuchung wurde ein eisenzeitliches Gräberfeld mit 20 Flachgräbern und Urnen aus Ton sowie Schachteln aus Birkenrinde, die mit Harz abgedichtet waren, gefunden.
Die acht Steine des Kreises bestehen nicht aus rundlichen Felsbrocken, wie man sie aus der schwedischen Bronzezeit kennt, sondern aus flachen, hohen Kalksteinplatten, ähnlich denen auf den großen Gräberfeldern der Eisenzeit in Grebbestad oder auf dem Gräberfeld von Li bei Fjärås, wo sie jedoch als so genannte Bautasteine aufgestellt wurden. Einer der Steine trägt eine Inschrift, die an den Besuch von König Adolf Friedrich und Königin Luise Ulrike im Jahr 1754 erinnert, bei dem dieser Stein wiederaufgerichtet wurde.